# Tomasz Czechowicz

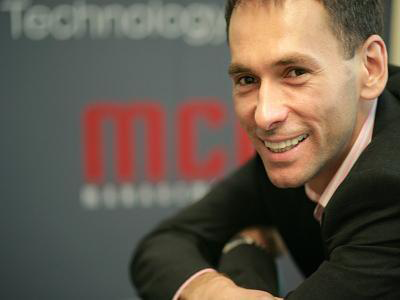
Tomasz Czechowicz, Gründer der polnischen Beteiligungsgesellschaft MCI Capital S.A.

Tomasz Czechowicz (* 1970) ist ein polnischer Unternehmer und Investor. Er leitet als Vorstandsvorsitzender die von ihm aufgebaute Beteiligungsgesellschaft MCI Capital S.A. und gehört zu den reichsten Polen. Sein Vermögen wurde in der jährlich aktualisierten Reichen-Liste der polnischen Ausgabe der Zeitschrift Forbes im Jahr 2015 auf rund 123 Millionen Euro geschätzt, womit er den 61. Platz dieser Liste belegte.

## Leben
Tomasz Czechowicz ist Absolvent der Technischen Universität und der Wirtschaftsuniversität in Breslau. Er schloss ein MBA-Aufbaustudium der Warschauer Wirtschaftsuniversität und der University of Minnesota ab.
Im Jahr 1990 gründete er die spätere JTT Computer S.A., die er bis 1998 leitete. JTT Computer war einer der bedeutendsten polnischen Computerproduzenten der Zeit. Das Unternehmen verkaufte Geräte unter der Marke „Adax“ und realisierte Umsätze von bis zu 110 Millionen Euro. JTT Computer wurde später in Folge einer Auseinandersetzung mit den polnischen Steuerbehörden abgewickelt. Im Jahr 2000 war gegen JTT ein Verfahren wegen Steuerhinterziehung eingeleitet worden, in dessen Verlauf es auch zur Kontenpfändung kam. Um die Mehrwertsteuerproblematik, die sich aus der damaligen widersprüchlichen Regelung um die Besteuerung von Computern für den Schulgebrauch ergab und die zur Einstellung des Unternehmens führte, wurde jahrelang eine juristische Auseinandersetzung über verschiedene Instanzen geführt, in der schließlich den früheren Eigentümern von JTT eine Entschädigung in Millionenhöhe zugesprochen wurde.
1998 gründete Czechowicz das Beteiligungsunternehmen MCI, welches er seitdem leitet. Der Unternehmer wurde mehrfach ausgezeichnet. Im Business-Week-Ranking der einflussreichsten Personen der europäischen Internetindustrie wurde er im Jahr 2000 unter den Top 10 gelistet. Im Jahr 2001 erhielt er anlässlich des World Economic Forums in Davos den Titel „Global Leader for Tomorrow“.

## MCI Capital
Die 1998 gegründete Beteiligungsgesellschaft MCI Capital S.A. verwaltet mehrere Investmentfonds, die vor allem auf die Vergabe von Risikokapital im IT-Bereich fokussieren: MCI.EuroVentures (Expansion, Buy-out), MCI.TechVentures (Growth, Expansion), Helix Ventures Partners (Seed Stage, Start-up), Internet Ventures (Early Stage, Growth), und MCI Gandalf Aktywnej Alokacji SFIO (Absolute Return). Seit Februar 2001 ist das Unternehmen an der Warschauer Wertpapierbörse gelistet. Bis zum Jahr 2015 hatte MCI über seine Fonds in rund 60 Unternehmen investiert und 30 Exits realisiert. Für den Zeitraum vom 1. Januar 199 bis zum 31. Dezember 2014 realisierte das Unternehmen nach Eigenangaben einen IRR von 24 %. MCI konzentriert sich auf digitale Investitionen in der Wachstumsphase in Zentral- und Osteuropa, der Gemeinschaft Unabhängiger Staaten (GUS), der Türkei sowie in Deutschland, Österreich und der Schweiz.
Gemäß Czechowicz plant MCI weitere Investitionen in E-Commerce-Dienste. Interessant seien dabei vor allem der russische und der deutsche Markt. Im Februar 2013 teilte das Unternehmen mit, sich beim deutschen Anbieter Windeln.de zu beteiligen, um dieses Unternehmen zu einem europäischen Branchenführer auszubauen. Weitere Investitionen von MCI in Deutschland sind Auctionata, Online-Auktionshaus und -Versandhändler für Kunst, Antiquitäten und Sammlerstücke; 21Diamonds, on-line Juwelier und AsGoodAsNew, Spezialist für generalüberholte und geprüfte Gebraucht-Elektronik.